# Yvonne Furneaux
Pour les articles homonymes, voir Furneaux.
 (novembre 2022).
Si vous disposez d'ouvrages ou d'articles de référence ou si vous connaissez des sites web de qualité traitant du thème abordé ici, merci de compléter l'article en donnant les références utiles à sa vérifiabilité et en les liant à la section « Notes et références ».
Yvonne Scatcherd, dite Yvonne Furneaux, est une actrice franco-britannique, née le 11 mai 1926 à Roubaix et morte le 5 juillet 2024 à North Hampton dans le New Hampshire,. Elle est la veuve de Jacques Natteau.
Elle effectue une grande partie de sa carrière dans les cinémas britannique et italien.

## Biographie
Furneaux est née Elisabeth Yvonne Scatcherd de parents anglais vivant à Roubaix, en France. Son père, Joseph Scatcherd, originaire du Yorkshire, était directeur d'une succursale locale de la Lloyds Bank et sa mère, Amy Furneaux, était originaire du Devon. Elle a une sœur, Jeanne.
La famille déménage en Angleterre avant le début de la Seconde Guerre mondiale, et Yvonne s'inscrit au St Hilda's College d'Oxford en 1946 pour étudier les langues modernes. Elle y est connue sous le nom de « Tessa Scatcherd ». Pendant ses études à Oxford, elle s'implique dans des troupes de théâtre universitaires et, après avoir obtenu son diplôme, s'inscrit à l'Académie royale d'art dramatique. 
C'est en 1952 qu'elle débute au cinéma, dans un film britannique réalisé par Victor Saville, L'Inconnu de Monaco (en). Cette apparition, non créditée au générique, lui permet d'être remarquée par le metteur en scène Peter Brook qui lui offre un second rôle aux côtés de Laurence Olivier dans L'Opéra des gueux, l'année suivante. Sa popularité est confortée lorsqu'elle donne la réplique à Errol Flynn dans Le Vagabond des mers, la même année. Elle tient ensuite l'un des rôles principaux de La Flèche empoisonnée de Michael Anderson, puis fait une brève apparition dans Le Maître de Don Juan, avec de nouveau Errol Flynn.
En 1955, c'est l'année de sa première incursion dans le cinéma italien puisque Michelangelo Antonioni lui confie un des rôles principaux de son film Femmes entre elles. La même année, elle a pour la troisième fois comme partenaire Errol Flynn dans L'Armure noire de Henry Levin. Toujours en 1955, l'acteur-réalisateur Ray Milland l'engage dans L'Homme de Lisbonne, avec Maureen O'Hara. Sa notoriété prend à l'époque son envol.
En 1959, elle tourne pour la Hammer le film d'épouvante La Malédiction des pharaons, dans lequel elle interprète Isabelle Banning, épouse de John Banning (Peter Cushing) qu'une momie (Christopher Lee) prend pour sa bien-aimée, la princesse Ananka (également jouée par Yvonne Furneaux). L'année suivante, elle joue dans La dolce vita de Federico Fellini, au côté de Marcello Mastroianni : le film remporte la Palme d'or au festival de Cannes 1960.
Elle poursuivra sa carrière en Italie comme dans la comédie de guerre Le chat miaulera trois fois de Steno où elle donne la réplique à Ugo Tognazzi et Francis Blanche, dans les comédies Lui, lei e il nonno (it) avec Walter Chiari ou La Rue des amours faciles de Mario Camerini. Elle joue ensuite en compagnie de Gabriele Ferzetti dans Il carro armato dell'8 settembre qui se déroule dans l'Italie de l'immédiate après-guerre. En 1961, Riccardo Freda lui donne le premier rôle dans l'un des films précurseurs du poliziottesco avec Chasse à la drogue, un film sur la plaque tournante de la drogue en Sicile, et elle jouera également dans un thriller à bord d'un train aux côtés de Jack Palance, Il criminale, de Marcello Baldi. Elle explore aussi le genre d'aventure historique avec Les Lanciers noirs qui se déroule au XIIIe siècle et elle incarne le rôle-titre Sémiramis dans le péplum Sémiramis, déesse de l'Orient, une reine semi-légendaire de Babylone qui aurait vécu au IXe siècle av. J.-C.
Yvonne Furneaux tourne aussi en France, sous la direction de Claude Autant-Lara et aux côtés de Louis Jourdan, Le Comte de Monte-Cristo, où elle interprète le rôle de Mercedes. Elle retrouve bientôt Autant-Lara pour Le Meurtrier. L'année suivante, elle tourne dans le thriller allemand, Les Rayons de la mort du Dr. Mabuse ; en 1965, elle apparaît dans Répulsion, tourné au Royaume-Uni par Roman Polanski, et dans lequel elle donne la réplique à Catherine Deneuve.
Suivent quelques séries d'espionnage comme Destination Danger. En 1967, elle tourne à nouveau en France dans Le Scandale de Claude Chabrol, dont elle tient l'un des rôles principaux aux côtés de Maurice Ronet, Anthony Perkins et Stéphane Audran.
Au début des années 1970, après le drame italien, Au nom du peuple italien avec Vittorio Gassman et Ugo Tognazzi et le film allemand La Tentation dans le vent de l'été, elle arrête sa carrière. Douze ans plus tard, elle accepte de revenir pour le film Frankenstein's Great Aunt Tillie (en), puis se retire en 1985 à Lausanne en Suisse.

## Filmographie

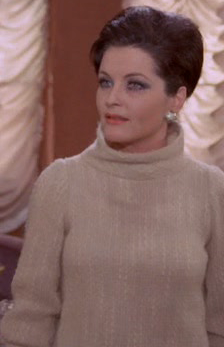
Furneaux dans Au nom du peuple italien en 1971.

### Cinéma
- 1952 : Meet Me Tonight d'Anthony Pelissier : Elena (section Ways and Means)
- 1952 : L'Inconnu de Monaco (en) (24 Hours of a Woman's Life) de Victor Saville : Henriette
- 1953 : La Flèche empoisonnée (The House of the Arrow) de Michael Anderson : Betty Harlowe
- 1953 : L'Opéra des gueux (The Beggar's Opera) de Peter Brook : Jenny Diver
- 1953 : Le Vagabond des mers (The Master of Ballantrae) de William Keighley : Jessie Brown
- 1954 : Le Maître de Don Juan (Il maestro di Don Giovanni) de Milton Krims : une femme (rôle non crédité)
- 1955 : Femmes entre elles (Le amiche) de Michelangelo Antonioni : Momina De Stefani
- 1955 : L'Armure noire (The Dark Avenger) de Henry Levin : Marie
- 1955 : L'Aigle rouge (Il principe dalla maschera rossa) de Leopoldo Savona : Laura
- 1955 : Les Trafiquants de la Manche (en) (Cross Channel) de R. G. Springsteen : Jacqueline Moreau
- 1956 : L'Homme de Lisbonne (Lisbon) de Ray Milland : Maria Madalena Massenet
- 1959 : La Malédiction des pharaons (The Mummy) de Terence Fisher : Isobel Banning / Princesse Ananka
- 1959 : Carta al cielo d'Arturo Ruiz Castillo
- 1959 : Lui, lei e il nonno (it) d'Anton Giulio Majano : Helen
- 1960 : Le chat miaulera trois fois (A noi piace freddo...!) de Steno : Rosalina
- 1960 : La dolce vita de Federico Fellini : Emma
- 1960 : La Rue des amours faciles (Via Margutta) de Mario Camerini : Marta
- 1960 : Le Tank du huit septembre (Il carro armato dell'8 settembre) de Gianni Puccini
- 1961 : Chasse à la drogue (Caccia all'uomo) de Riccardo Freda : Maria
- 1961 : Le Comte de Monte-Cristo de Claude Autant-Lara : Mercédès
- 1962 : Les Lanciers noirs (I lancieri neri) de Giacomo Gentilomo : Jassa
- 1962 : Il criminale de Marcello Baldi : Angela
- 1963 : Sémiramis, déesse de l'Orient (Io Semiramide) de Primo Zeglio : Semiramide
- 1963 : Le Meurtrier de Claude Autant-Lara : Clara Saccard
- 1963 : I quattro tassisti de Giorgio Bianchi : Corinna (section Caccia al tesoro)
- 1964 : Docteur Mabuse et le Rayon de la mort (Die Todesstrahlen des Dr. Mabuse) de Hugo Fregonese et Victor de Santis : Gilda Larsen
- 1964 : Hélène, reine de Troie (Il leone di Tebe) de Giorgio Ferroni : Hélène de Troie
- 1965 : Répulsion (Repulsion) de Roman Polanski : Helen
- 1967 : Le Scandale de Claude Chabrol : Christine Belling
- 1971 : Au nom du peuple italien (In nome del popolo italiano) de Dino Risi : Lavinia Santenocito
- 1972 : La Tentation dans le vent de l'été (Versuchung im Sommerwind) de Rolf Thiele : la femme du professeur
- 1984 : Frankenstein's Great Aunt Tillie (en) de Myron J. Gold : Matilda (Tillie) Frankenstein

### Télévision
- 1965 : Destination Danger